# Czesław Paschalski
Czesław Paschalski (ur. 1887 w Radomiu, zm. wrzesień 1946) – polski chemik, fotograf artystyczny.

## Życiorys
W 1904 został relegowany z radomskiego gimnazjum za udział w manifestacji patriotycznej, naukę kontynuował w Petersburgu. Następnie studiował na wydziale chemii technicznej Politechniki Lwowskiej i towaroznawstwo na wydziale filozoficznym Uniwersytetu Jagiellońskiego, gdzie był asystentem prof. K. Dziekońskiego. W latach 1919–1921 pracował w Instytucie Geologicznym, gdzie pracował nad projektem wydobycia ropy naftowej okolic Borysławia. Po 1926 prowadził prace badawcze nad zastosowaniem produktów chemicznych w garbarstwie. Po 1930 pracował w oświacie. Był nauczycielem Szkoły Handlowej w Radomiu. 26 marca 1933 został wybrany do Zarządu Okręgu Radomsko-Kieleckiego Ligi Morskiej i Kolonialnej na stanowisko zastępcy skarbnika.
Pasją Czesława Paschalskiego była fotografia artystyczna, jego fotografie brały udział w wielu wystawach krajowych i międzynarodowych.

## Ordery i odznaczenia
- Srebrny Krzyż Zasługi (19 kwietnia 1937)[1]